# اونیوا تسوناموتو

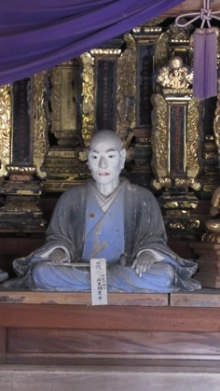
اونینوا سوناموتو، سارمورایی ژاپنی

اونینوا سوناموتو (به ژاپنی: 鬼庭 綱元 Oniniwa Tsunamoto); ۱ ژانویهٔ ۱۵۴۹ – ۱۳ ژوئیهٔ ۱۶۴۰) سامورایی در دوره سنگوکو و اوایل دوره ادو اهل ژاپن بود. به عنوان یکی از سه مرد بزرگ خاندان داته شناخته می شود. نابرادری کاتاکورا کاگه‌تسونا بشمار می آمد. کونومائه همسر غیراصلی وی بود.